# Andrew Ingersoll

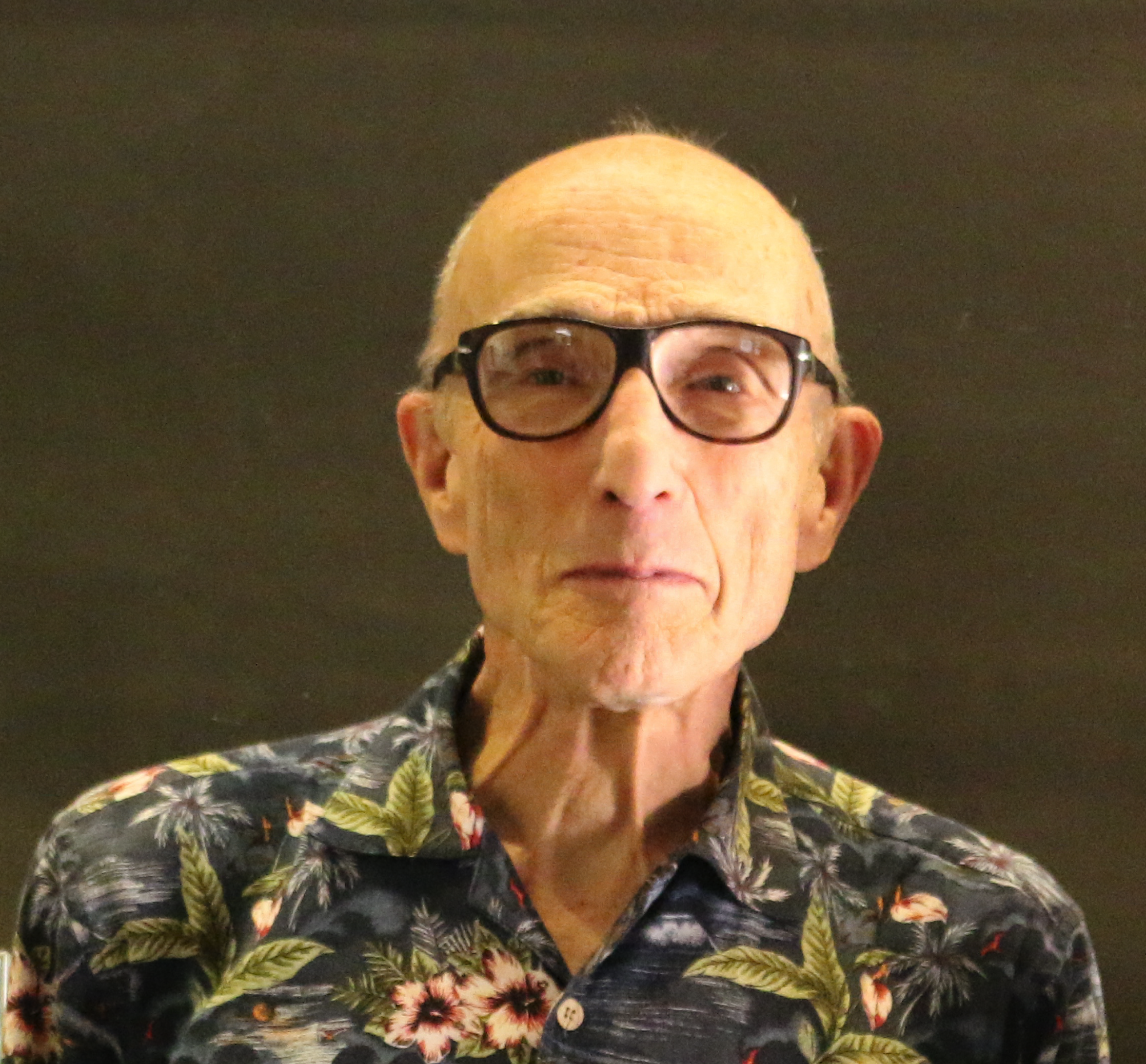
Andrew Ingersoll, 2018

Andrew Perry Ingersoll (* 2. Januar 1940 in Chicago) ist ein US-amerikanischer Meteorologe und Planetologe. Er ist Hochschullehrer am Caltech.
Ingersoll wuchs in Brooklyn auf und studierte am Amherst College mit dem Bachelor-Abschluss 1960 und an der Harvard University, an der er 1961 seinen Master-Abschluss erhielt und 1966 in Atmosphärischer Physik promoviert wurde. Danach war er ab 1966 Assistant Professor, ab 1971 Associate Professor und ab 1976 Professor am Caltech, an dem er 2003 Earle C. Anthony Professor of Planetary Science wurde.
Er befasste sich anfangs mit Stabilitätsfragen in der Hydrodynamik (Taylor-Couette-Strömung, Ekman-Transport) und danach hauptsächlich mit dem Klima und Wetterphänomenen bzw. Hydrodynamik der Atmosphäre auf anderen Planeten. Er war wesentlich an vielen wichtigen planetaren Missionen des Jet Propulsion Laboratory/NASA beteiligt (Pioneer Venus, Pioneer 10/11, Nimbus 7, Mars Global Voyager, Voyager, Galileo, Cassini). Von ihm stammen Untersuchungen zum Runaway Greenhouse-Effekt auf Venus, der zum Verlust von dessen Oberflächenwasser führte (er prägte den Begriff 1969), der Überschall-Winde von der Tag- zur Nachtseite auf dem Jupiter-Mond Io und der Existenz von flüssigem Wasser auf dem Mars und er untersuchte die Dynamik der Atmosphäre auf Jupiter und Saturn (unter anderem zum Roten Fleck).
Auf der Erde befasste er sich unter anderem mit der Madden-Julian-Oszillation und Dansgaard-Oeschger-Ereignissen.
2007 erhielt er den Gerard P. Kuiper Prize, 1981 die NASA Exceptional Scientific Achievement Medal für die Beteiligung an Voyager und 1997 wurde er Fellow der American Academy of Arts and Sciences, der American Association for the Advancement of Science und der American Geophysical Union. 1989/90 war er Vorsitzender Abteilung Planetologie der American Astronomical Society.

## Schriften
- The Atmosphere, Scientific American, September 1983
- Jupiter’s Great Red Spot: A free atmospheric vortex? Science, Band 182, 1973, S. 1346–1348
- The atmosphere of Jupiter. Space Sci. Rev., Band 18, 1976, S. 603–639
- The meteorology of Jupiter, Scientific American, März 1976
- Jupiter and Saturn, Scientific American, Dezember 1981
- Uranus, Scientific American, Januar 1987
- Models of Jovian vortices, Natures, Band 331, 1988, S. 654–655
- Planetary Atmospheres, Macmillan Encyclopedia of Earth Sciences,  1996, S. 31–36
- mit A. R. Vasada und dem Galileo Imaging Team: Dynamics of Jupiter´s Atmosphere, Highlights in Astronomy, Band 118, 1998, S. 1042–1049
- Atmospheric Dynamics of the Outer Planets, in: R. P. Pearce (Hrsg.), Meteorology of the Millenium, Academic Press 2002, S. 306–315